# Lorna Vevers
Lorna Vevers (* 31. Januar 1981 in Dumfries) ist eine schottische Curlerin. Momentan spielt sie auf der Position des Third im Team von Hanna Fleming.
2007 gewann sie bei der Curling-Weltmeisterschaft in Aomori die Bronzemedaille. Im selben Jahr gewann sie die Silbermedaille bei der Curling-Europameisterschaft in Füssen.
Im Februar 2010 nahm Vevers als Mitglied des britischen Teams an den Olympischen Winterspielen 2010 in Vancouver (Kanada) teil. Die Mannschaft belegte den siebten Platz.
Vevers gewann am 28. März 2010 mit dem schottischen Team um Skip Eve Muirhead die Silbermedaille bei der Curling-Weltmeisterschaft. Im kanadischen Swift Current verlor die Mannschaft im Finale gegen das Team Deutschland um Skip Andrea Schöpp mit 6:8 Steinen nach Zusatzend.